# Rodrigo de Quiroga López de Ulloa
Rodrigo de Quiroga López de Ulloa (* 1512 in San Juan de Boime, Galicien, Spanien; † 25. Februar 1580 in Santiago de Chile, Chile) war Konquistador und Gouverneur in Chile mit zwei Amtszeiten.

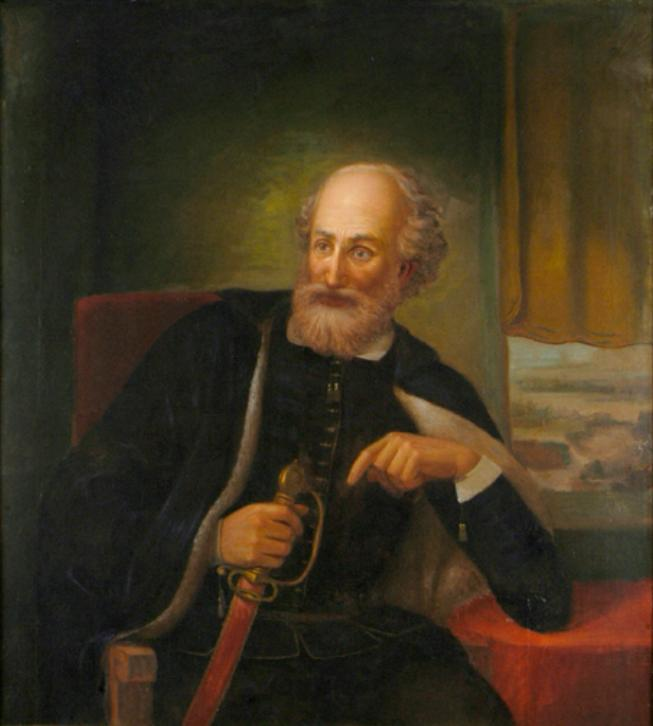
Rodrigo de Quiroga, Gouverneur von Chile

Über seine Herkunft gibt es unterschiedliche Quellen. Mit 12 Jahren trat er als Page in die Dienste der Gräfin von Lemos. Im Jahre 1535 reiste Rodrigo de Quiroga nach Peru und nahm an der Expedition von Diego de Rojas in den Gran Chaco teil. Einige Jahre später begleitete er Francisco de Aguirre und Pedro de Valdivia auf dessen Expedition durch die Atacamawüste in die fruchtbaren Regionen Chiles.

## Leben

### Konquistador in Chile
Er nahm am Arauco-Krieg gegen die Mapuche teil. Er nahm an der Gründung von Santiago teil und wurde ab 1548 mehrfach mit Aufgaben der spanischen Administration betraut. 1549 heiratete er Inés de Suárez, die frühere Geliebte von Pedro de Valdivia. Valdivia hatte sich auf Befehl des Vizekönigs von Peru von ihr trennen müssen. Die beiden hatten keine Kinder.

### Machtkampf mit Villagra
Nach dem Tod von Pedro de Valdivia in der Schlacht von Tucapel 1555 wurde Francisco de Villagra nach dem Testament von Valdivia der neue Gouverneur von Chile. Der Stadtrat (spanisch: Cabildo) von Santiago ernannte aber Rodrigo de Quiroga zum Gouverneur. So gab es auf einmal zwei Gouverneure in Chile (Villagra in Südchile und Quiroga in Nordchile). Quiroga musste aufgrund mangelnder militärischer Unterstützung widerstrebend sein Amt aufgeben.
1565 entschied der Vizekönig von Peru, Lope García de Castro, dass Rodrigo de Quiroga der neue Gouverneur werden sollte.

### Erste Regierungszeit 1565–1567
Die erste Regierungszeit war von ständigen Kämpfen mit den Mapuche gekennzeichnet. In dieser Zeit konnte Quiroga eine Reihe von Städten zurückerobern, z. B. baute er Cañete neu auf. Auch auf der Insel Chiloé verzeichnete er Erfolge und gründete die Stadt Castro. 
Trotz seiner Erfolge setzten ihn die anderen Mitglieder der Real Audiencia von Chile 1567 ab und übernahmen zeitweise selbst die Macht. Der aus Lima entsandte nächste Gouverneur Melchor Bravo de Saravia verschliss sich in Machtkämpfen mit den Oidores und bat 1573 König Philipp II. um seine Ablösung. Philipp setzte erneut auf Rodrigo de Quiroga, der 1575 zum zweiten Mal an die Macht kam.

### Zweite Regierungszeit 1575–1580
Die zweite Amtszeit war wiederum voller Konflikte und Probleme. 1575 wurde die Stadt Valdivia durch ein Erdbeben und eine riesige Schlammlawine aus dem aufgestauten See Lago Riñihue stark zerstört. Ein Konflikt mit dem Bischof San Miguel führte beinahe zu seiner Exkommunizierung. 
Der Krieg mit den Mapuche wurde verstärkt. Mit 300 Mann kämpfte er gegen deren Anführer den Mestizen Alonso Díaz (Paineñamcu). Der Feldzug war relativ erfolgreich.
Mit der Weltumsegelung des Francis Drake und der Plünderung des Hafens von Valparaíso am 5. Dezember 1578 begann die ständige Bedrohung durch Piratenangriffe auf die Küstenstädte der Region. Ein Versuch der Piraten, auch La Serena einzunehmen, wurde von den Einheimischen zurückgeworfen.
Anfang 1580 zwangen ihn Krankheiten zur Übergabe seiner Amtsgeschäfte an seinen Schwiegersohn Martín Ruiz de Gamboa. Er starb am 25. Februar 1580 friedlich in Santiago.